# Église Sainte-Marie-et-Saint-David de Kilpeck
L’église Sainte-Marie-et-Saint-David est une église paroissiale anglicane — rattachée à l’Église d’Angleterre — de style normand, sise à Kilpeck dans le comté de Hereford en Angleterre, nation du Royaume-Uni.
Cette église célèbre pour ses sculptures normandes, est située à environ huit kilomètres de la frontière avec le pays de Galles. Elle a été construite vers 1140, et presque certainement avant 1143 quand elle fut donnée à l’abbaye de Gloucester. Elle remplace peut-être une église saxonne précédemment située sur le même site, car la forme ovale élevée du cimetière est typique des fondations celtiques plus anciennes encore.

## Histoire
Aux alentours des VIe et VIIe siècles, Kilpeck faisait partie du royaume d’Ergyng, qui conservait des traditions chrétiennes datant de la fin de la période romaine. La possibilité de l’existence d’un site romain, voire mégalithique, a été mise en avant, mais n’est pas prouvée.
Le plan de l’église, avec nef, chœur, et abside de plein cintre, est typique de l’époque de la période normande à laquelle elle a été construite. Initialement dédiée à un saint David, probablement un saint celtique local, elle fut ensuite redédiée à la Vierge Marie après avoir été acquise par la chapelle du château de Kilpeck à la suite du délabrement où elle était tombée.
À l’époque où l’église actuelle a été construite, la zone autour de Kilpeck, alors dénommée « Archenfield », était relativement prospère et stratégiquement importante au cœur des marches galloises. Le déclin économique de la région après le XIVe siècle, a peut-être contribué à la préservation d’éléments qui ont été retirés ailleurs. Il est néanmoins difficile de comprendre pourquoi les Puritains n’ont pas endommagé les sculptures au XVIIe siècle.
Les caractéristiques uniques de Sainte-Marie-et-Saint-David ont été protégées et entretenues lors des restaurations de 1864, 1898 et 1962.

## Architecture et sculptures

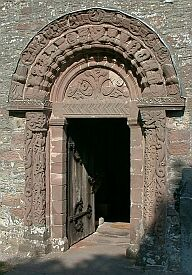
La porte sud.

Les sculptures en grès rouge local sont remarquables tant par leur nombre que leur préservation, en particulier autour de la porte sud, la fenêtre ouest, et une rangée de corbeaux sous les combles tout autour de l’extérieur de l’église. Les sculptures, toutes d’origine et dans leur position initiale, ont été attribuées à une école, probablement locale, de tailleurs de pierre du Herefordshire, qui auraient peut-être été formés par des maîtres maçons recrutés en France par Olivier de Merlimond, délégué de Hugh Mortimer, seigneur de Wigmore qui, de retour d’un pèlerinage à Saint-Jacques-de-Compostelle, fit construire une église avec des sculptures romanes similaires — maintenant largement perdues — à Shobdon, à 48 km au nord de Kilpeck. Hugues de Kilpeck, parent du comte Mortimer, employa les mêmes constructeurs à Kilpeck, et leur travail est également connu à Leominster, Rowlestone et ailleurs,.
La porte sud comporte deux colonnes. Les colonnes extérieures sont ornées de sculptures d’une série de serpents qui se mordent la queue. Tout comme pour la plupart des autres sculptures, le sens de ces derniers n’est pas clair ; ils se peut qu’ils représentent la renaissance au travers de la mue de la couleuvre. La colonne intérieure droite montre des oiseaux dans le feuillage ; au sommet de la colonne de droite est un homme vert. La colonne intérieure gauche comporte deux guerriers, exceptionnellement vêtus de pantalons amples. Les sections extérieures de l’arche au-dessus du portail montrent des créatures qui peuvent être interprétées comme une manticore et un basilic, ainsi que divers autres animaux et oiseaux tant mythologiques que réels. Le tympan cintré représente un arbre de vie.

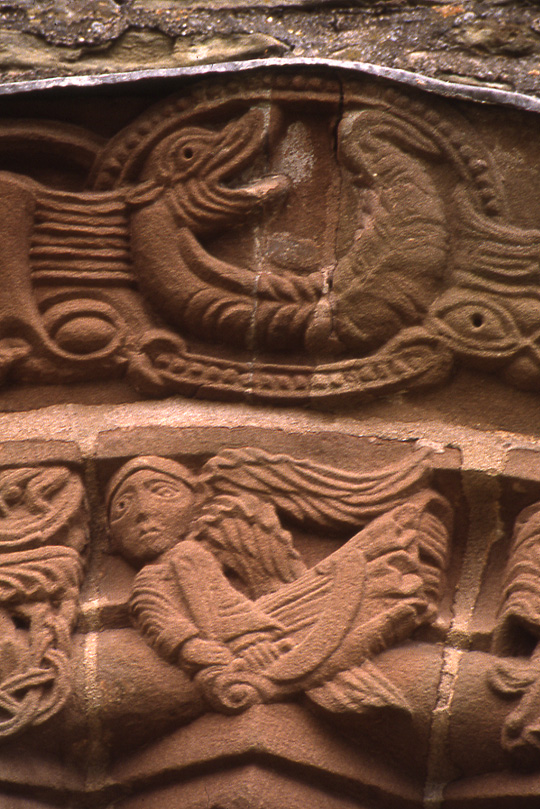
Ange au centre de l’arche au-dessus de la porte sud.
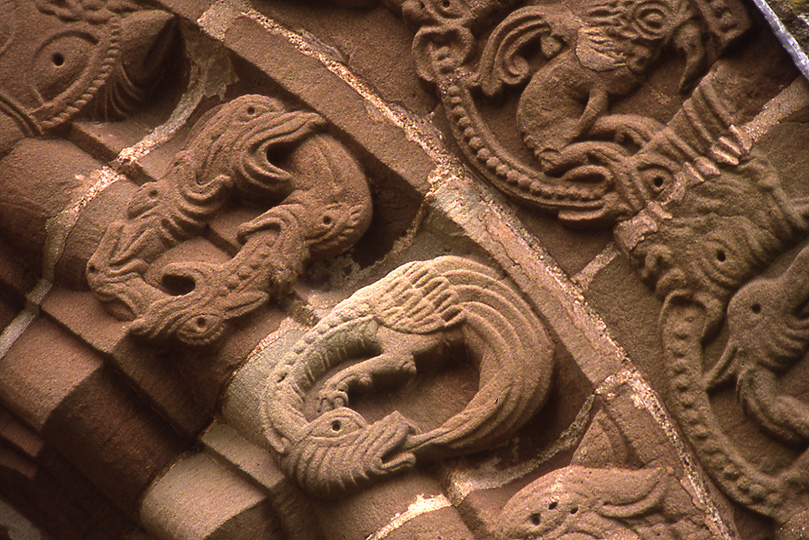
Autres détails de l’arche comprenant des serpents et des dragons qui se mordent la queue.
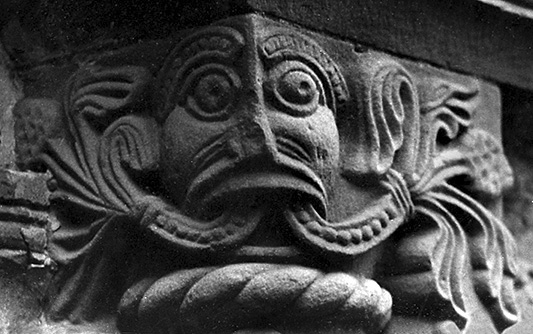
« Homme vert » sur le chapiteau des colonnes du côté est de la porte sud.

Pendant de nombreuses années, la porte sud a été cachée par un porche en bois retiré en 1868, pour permettre aux visiteurs de voir les sculptures, comme prévu à l’origine. Bien que ceci ait laissé la porte exposée aux éléments, le grès est exceptionnellement robuste, et son état est soigneusement contrôlé. En 1968, une étroite bande saillante de plomb a été insérée dans le mortier au-dessus de l’arc pour protéger les sculptures de l’eau coulant sur le mur.
Sur les quatre-vingt-onze originels, quatre-vingt-cinq corbeaux survivent à l’heure actuelle, c’est-à-dire un de moins qu’en avait dénombré Lewis lorsqu’il les avait illustrés en 1842. La signification des statues ornant ces corbeaux, au nombre desquels figure la présence exceptionnelle d’une Sheela Na Gig, est, pour la plupart, obscure, mais certains viennent probablement d’un bestiaire.

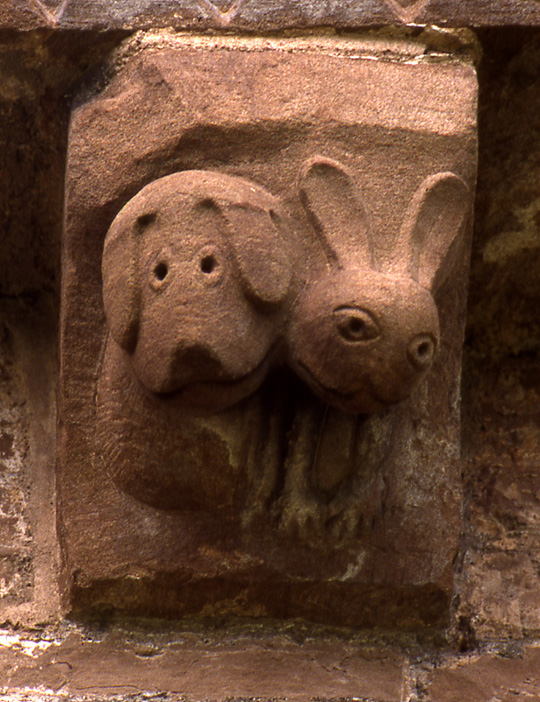
Corbeau avec un chien et un lièvre.
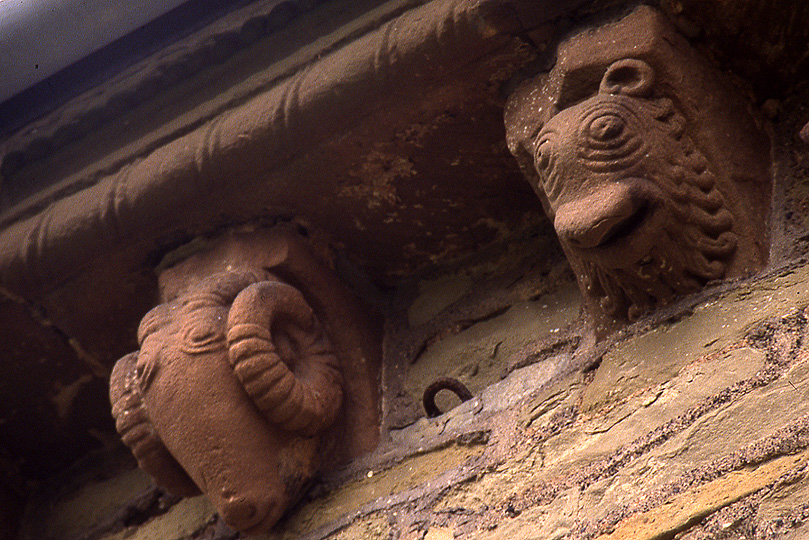
Deux corbeaux représentant un bélier et un lion.
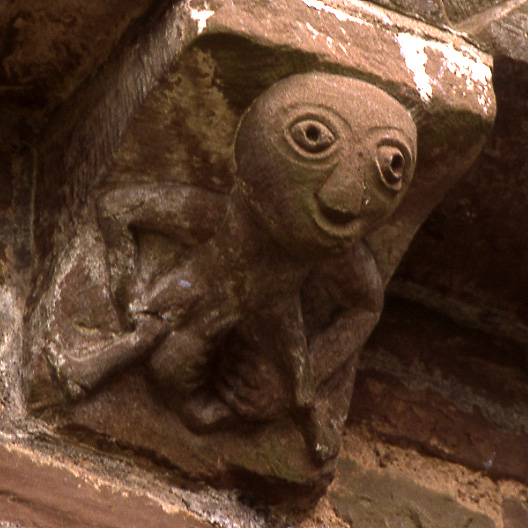
La célèbre Sheela Na Gig.
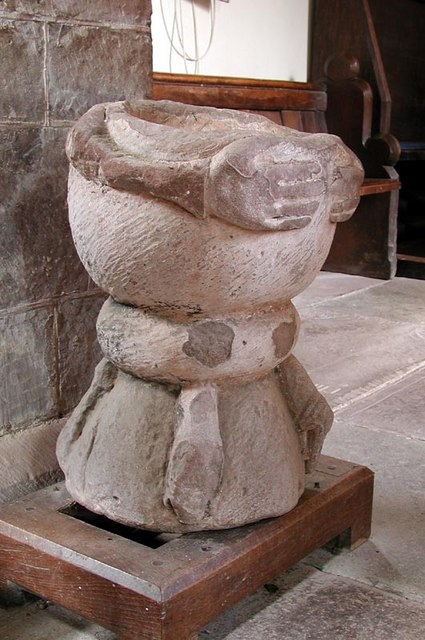
Bénitier sculpté amené de Wormbridge.

Deux hommes verts servent de chapiteaux aux colonnes richement décorées de la fenêtre ouest. De grosses têtes de dragons à la langue enroulée saillent au centre de la table d’encorbellement sous la fenêtre et à chaque coin du mur ouest de la nef. Chacune des trois bouches bée à un angle différent, un peu comme une séquence animée régulièrement espacée sur la façade ouest. Une quatrième tête de dragon, au coin sud-est de la nef, est brisée.
À l’intérieur de l’église, l’arche triomphal est également richement sculpté, mais bien moins spectaculaire que la porte sud dont on dit que les personnages sculptés ont été inspirés par ceux de la « Puerta de las Platerías » à Saint-Jacques-de-Compostelle. Le bossage ou clé de voûte de l’abside a quatre têtes de lions. Il y a d’énormes fonts baptismaux de conglomérat, un curieux bénitier en forme de gros torse étroitement ceinturé, qui provient d’une chapelle près de Wormbridge, et une rare bonde romane.
Bien que la conception du très simple beffroi qui s’élève désormais à partir du toit, soit conforme à celle du reste de l’église, c’est un ajout du XIXe siècle. Ailleurs également, la restauration et la modernisation nécessaire de l’église l’ont bien conservé.